# Diderma
Diderma is een geslacht van slijmzwammen (Myxomycetes) uit de orde Physarales. Het geslacht omvat meer dan 70 soorten wereldwijd. Voor Centraal-Europa worden ongeveer 30 soorten gegeven. De typesoort is Diderma globosum.

## Kenmerken
De vruchtingen worden gevormd als gesteelde of sessiele sporocarp of plasmodiocarp. De omslag (peridia) heeft twee, zelden drie lagen. Hun buitenste laag bestaat uit een vaste korst van amorfe kalkbolletjes (onderklasse Diderma) of uit kraakbeenachtige, amorfe kalk of pseudokristallijne kalkschilfers (onderklasse Leangium). De binnenste laag is dun en transparant als een membraan. Bij dubbele peridia is het losjes of stevig verbonden met de buitenste laag. Bij triple peridia zit de middelste laag stevig vast aan de buitenste. De dunne hoofdhuid is vertakt of in een netwerk. Soms zijn er korrelige tot nodulaire afzettingen of spilachtige verdikkingen. Meestal is de hoofdhuid kalkvrij. Een columella is meestal aanwezig. Het is vaak bolvormig tot halfrond of cilindrisch van vorm. Meer zelden wordt het alleen gevormd uit een verdikte basis van vruchtvorming. De sporen zijn in bulk donkerbruin tot zwart. Ze lijken grijs tot paarsbruin in doorvallend licht.

## Geslachtsafbakening
Het geslacht Didymium is verwant aan Diderma. Zie daar om onderscheid te maken tussen de twee groepen.

## Systematiek
Binnen het geslacht wordt onderscheid gemaakt tussen de onderklasse Diderma en Leangium. De eerste heeft een fragiele, ruwe of eierschaalachtige, gladde buitenste peridiumlaag, die nauwelijks of stevig is verbonden met de binnenste laag. Soorten van het ondergeslacht Leangium hebben een kraakbeenachtige en gladde buitenlaag, die meestal stevig is verbonden met de middelste of binnenste laag. De peridia scheuren vaak stervormig open. Plasmodiocarps worden meestal alleen gevormd uit het Diderma-subgenus.

## Soorten
Volgens Index Fungorum telt het geslacht 70 soorten (peildatum februari 2023):
| Soortnaam                                            | Auteur(s)                                        | Publicatiejaar |
| ---------------------------------------------------- | ------------------------------------------------ | -------------- |
| Diderma aglomerosporum                               | D.I. Barbosa & L.H. Cavalcanti                   | 2021           |
| Diderma alexopouli                                   | T.N. Lakh.                                       | 1978           |
| Diderma alpinospumarioides                           | K.S. Thind                                       | 1977           |
| Diderma alpinum                                      | (Meyl.) Meyl.                                    | 1917           |
| Diderma areolatum                                    | M.L. Farr                                        | 1979           |
| Diderma asteroides (Sterkalkschaaltje)               | (Lister & G. Lister) G. Lister                   | 1911           |
| Diderma aurantiacum                                  | Y. Yamam. & Nann.-Bremek.                        | 1990           |
| Diderma badhamioides                                 | K.S. Thind                                       | 1977           |
| Diderma berkeleyanum                                 | (Rostaf.) Kuntze                                 | 1898           |
| Diderma botryosum                                    | Nann.-Bremek. & Y. Yamam.                        | 1986           |
| Diderma brooksii                                     | Kowalski                                         | 1968           |
| Diderma carneum (Roze kalkschaaltje)                 | Nann.-Bremek.                                    | 1968           |
| Diderma chondrioderma (Vliezig kalkschaaltje)        | (de Bary & Rostaf.) Kuntze                       | 1898           |
| Diderma cinereum (Parelgrijs kalkschaaltje)          | Morgan                                           | 1894           |
| Diderma cingulatum (Knotskalkschaaltje)              | Nann.-Bremek.                                    | 1968           |
| Diderma circumscissile                               | S.D. Patil, R.L. Mishra & Ranade                 | 1979           |
| Diderma corrugatum                                   | T.E. Brooks & H.W. Keller                        | 1977           |
| Diderma crustaceum                                   | Peck                                             | 1874           |
| Diderma darjeelingense                               | K.S. Thind & H.S. Sehgal                         | 1964           |
| Diderma deplanatum (Plat kalkschaaltje)              | Fr.                                              | 1829           |
| Diderma diadematum                                   | Schokn. & J.L. Crane                             | 1978           |
| Diderma donkii (Dof kalkschaaltje)                   | Nann.-Bremek.                                    | 1973           |
| Diderma effusum (Versmolten kalkschaaltje)           | (Schwein.) Morgan                                | 1894           |
| Diderma europaeum                                    | (Buyck) Kuhnt                                    | 2017           |
| Diderma evelinae                                     | (Meyl.) Kowalski                                 | 1975           |
| Diderma fallax                                       | (Rostaf.) E. Sheld.                              | 1895           |
| Diderma floriforme (Tulpvormig kalkschaaltje)        | (Bull.) Pers.                                    | 1794           |
| Diderma fragile                                      | Aramb.                                           | 1973           |
| Diderma gigantocolumellae                            | M.L. Farr                                        | 1971           |
| Diderma globosum (Bol kalkschaaltje)                 | Pers.                                            | 1794           |
| Diderma gracile                                      | Aramb.                                           | 1973           |
| Diderma hemisphaericum (Schijfvormig kalkschaaltje)  | (Bull.) Hornem.                                  | 1829           |
| Diderma indicum                                      | K.S. Thind & H.S. Sehgal                         | 1964           |
| Diderma lohgadense                                   | S.D. Patil, R.L. Mishra & Ranade                 | 1979           |
| Diderma lucidum                                      | Berk. & Broome                                   | 1861           |
| Diderma luteoalbum                                   | Buchet                                           | 1941           |
| Diderma lyallii                                      | (Massee) T. Macbr.                               | 1899           |
| Diderma maculatum                                    | Buyck                                            | 1984           |
| Diderma marieae                                      | S.D. Patil, R.L. Mishra & Ranade                 | 1979           |
| Diderma meyerae                                      | H. Singer, G. Moreno, Illana & A. Sánchez        | 2003           |
| Diderma microcarpum                                  | Meyl.                                            | 1924           |
| Diderma miniatum                                     | Nann.-Bremek.                                    | 1989           |
| Diderma montanum (Dunstelig kalkschaaltje)           | (Meyl.) Meyl.                                    | 1921           |
| Diderma nigrum                                       | Kowalski                                         | 1968           |
| Diderma niveum                                       | (Rostaf.) E. Sheld.                              | 1895           |
| Diderma ochraceum (Okerkleurig kalkschaaltje)        | Hoffm.                                           | 1795           |
| Diderma petaloides                                   | Buyck                                            | 1983           |
| Diderma peyerimhoffii                                | (Maire & Pinoy) H. Neubert, Nowotny & K. Baumann | 2000           |
| Diderma platycarpum                                  | Nann.-Bremek.                                    | 1966           |
| Diderma punense                                      | S.D. Patil, Ranade & R.L. Mishra                 | 1979           |
| Diderma radiatum (Bruinwit kalkschaaltje)            | (L.) Morgan                                      | 1894           |
| Diderma reticulosporum                               | Nann.-Bremek., Mukerji & Pasricha                | 1984           |
| Diderma rimosum (Bros kalkschaaltje)                 | Eliasson & Nann.-Bremek.                         | 1983           |
| Diderma robustum                                     | Aramb.                                           | 1973           |
| Diderma rufostriatum (Roodgevlekt kalkschaaltje)     | Nann.-Bremek. & Lado                             | 1985           |
| Diderma rufum (Roodbruin kalkschaaltje)              | Nann.-Bremek.                                    | 1968           |
| Diderma saundersii (Papierdun kalkschaaltje)         | (Berk. & Broome ex Massee) E. Sheld.             | 1895           |
| Diderma sauteri                                      | (Rostaf.) E. Sheld.                              | 1895           |
| Diderma scabrum                                      | Eliasson & Nann.-Bremek.                         | 1983           |
| Diderma sessile                                      | (Brândz?) Mar. Mey. & Poulain                    | 1999           |
| Diderma simplex (Vuilgeel kalkschaaltje)             | (J. Schröt.) E. Sheld.                           | 1895           |
| Diderma spumarioides (Witvoetig kalkschaaltje)       | (Fr. & Palmquist) Fr.                            | 1829           |
| Diderma stellulum                                    | M.L. Farr                                        | 1988           |
| Diderma subasteroides                                | M.L. Farr                                        | 1971           |
| Diderma subcaeruleum                                 | Kowalski                                         | 1968           |
| Diderma subincarnatum                                | Kowalski                                         | 1967           |
| Diderma subviridifuscum (Groenvliezig kalkschaaltje) | Buyck                                            | 1988           |
| Diderma testaceum (Kussenkalkschaaltje)              | (Schrad.) Pers.                                  | 1801           |
| Diderma umbilicatum (Robuust kalkschaaltje)          | Pers.                                            | 1801           |
| Diderma velutinum                                    | Bortnikov                                        | 2018           |